# Three Inches of Blood
Three Inches of Blood es un EP demo lanzado por The Unicorns. El EP  supuestamente se grabó en CD-R de 3 pulgadas y se entregó a los propietarios de locales en el área de Campbell River, Columbia Británica, quienes organizarían espectáculos para la banda.

## Lista de canciones
Todas las canciones fueron escritas por The Unicorns.
Todas las canciones escritas y compuestas por the Unicorns. 
| N.º | Título                | Duración |  |
| 1.  | «Intro»               | 0:22     |  |
| 2.  | «Jellybones»          | 2:03     |  |
| 3.  | «Segue»               | 0:08     |  |
| 4.  | «Do the Knife Fight»  | 4:20     |  |
| 5.  | «The Unicorns: 2014»  | 3:36     |  |
| 6.  | «Ebb Tide, Azure Sky» | 7:16     |  |
| 7.  | «Down on the Corner»  | 1:03     |  |
| 8.  | «Peach Moon»          | 2:42     |  |

## Personal
- Nicholas Thorburn (Nick "Neil" Diamonds) - voz, teclados, batería
- Alden Penner (Alden Ginger) - voz, guitarras, bajo, batería